# لا تقصص رؤياك
لا تقصص رؤياك- رواية للروائي الكويتي عبد الوهاب الحمادي. صدرت الرواية لأوّل مرة عام 2014 عن دار نشر المركز الثقافي العربي في بيروت. ودخلت في القائمة الطويلة للجائزة العالمية للرواية العربية لعام 2015، المعروفة باسم «جائزة بوكر العربية». وبعدها تم طباعة الرواية أكثر من مرة ( حوالي خمس طبعات).
وقد عبر الحمادي عن سعادته بوصول روايته "لا تقصص رؤياك" الصادرة عن المركز الثقافي العربي، للقائمة الطويلة في جائزة البوكر للرواية العالمية في دورتها الثامنة 2015م، وقال حمادي تعليقً على ذلك «حينما يكون عملي من بين عدد كبير من الروايات التي رشحت من قبل دور النشر، ومع ذلك يلفت انتباه لجنة الحكم، إنما هو أمر بمنزلة مكافأة». ويضيف أيضًا «عندما وصلت إلى القائمة الطويلة لجائزة البوكر، حينها ألقيت نفسي أمام قارة من القراء العرب، وجدت ورايتي مقروءة في مصر والمغرب والجزائر والعراق واليمن ودول الخليج.. وعلى الرغم من أن الجوائز لها قيمة وتؤسس للمنافسة، إلا أن أهميتها تكمن في الترويج للكاتب واختصار زمن وصوله للقارئ».

## حول الرواية
يروي الكاتب الكويتي «عبد الوهاب الحمادي» في هذه الرواية حكاية تدور أحداثها في الكويت ما قبل قيام الربيع العربي. «بسّام»، وهو شاب كويتي ينحدر من عائلة عريقة، تغزو منامه كوابيس يرى فيها من يطلب نجدته إذ إن هناك من سيقتله. يحاول البحث عنه وفي مسيره للبحث تتشعب القصة في عدة مسارات. علاقته بزوجته، علاقته بفتاة أحبها واختفت، بصديقه المقرّب، بشيخ يفسر الأحلام. خلال الأحداث، تتجلّى ضمن أطياف المجتمع الكويتي أزمة المذهبية والعنصرية والحراك السياسي الذي سبق الربيع العربي بقليل، وصولًأ بما يحدث في كواليس المعتقلات من تعذيب وانتهاك للحقوق في ضرب مباشر للدستور والقانون. «لا تقصص رؤياك» هي رؤيا الوطن، تنتظر من يأوّلها.
بسام الميلان بطل الرواية وكاتبها من الباطن ينتمي إلى اسرة كويتية ثرية، يعمل في شركة قريبه الثري، لدى بسام زوجة وابن وسيارة، ومع ذلك يبدو مأزومًا، لديه توجه عنصري تجاه الوافدين، يميل إلى المعارضة، ويقضي لياليه على المقهى، يشرب النرجيلة، ويسخر معهم من هذه الخيمة التي صارت وطنًا، يتحدث عن أسرته الثرية التي خرجت منها كل الوظائف، ما عدا النيابة في مجلس الأمة، أسرته تشتري النواب بالمال، فما حاجتها ان يكون لها ناب في المجلس؟! ينتقد أن يكون في كل زمان "سيف ومنسف"، لكن مشكلة بسام في ذلك الكابوس الذي يطارده، ثم يتكرر بتنويعات مختلفة كلها تدل على وقوع كارثة: " مستلق..ظلام ولا أثر لأي ضوء. بعد تحديق..ألمح نقاطًا مضيئة متناهية الصغر، فأستوعب أنها السماء.. تتراقص النجوم وتتحرك، فجأة ينشق الظلام عن وجه مألوف مرتعب: "سيقتلونني" ، يصرخ ثم يهيل التراب على ويردم القبر..حتى أختنق وأفزع من النوم.
سيكون هذا الكابوس حيلة لتوسيع الرؤية، نكتشف من خلال كوابيس بسام نماذج أخرى: الشيخ عبد اللطيف الغسال المزواج الذي يفسر المنامات، وينتقي الجميلات، يوسف الشاب الشيعي الشيوعي، صديق بسام الذي لا يتوقف عن انتقاد ما لا يعجبه اجتماعيًا وسياسيًا، نادية زوجة بسام وشريكة حياته الباردة، الطبيب النفسي الذي ذهب غليه بسام لتفسير الكابوس علميًا، "ن" تلك الموظفة التي يحبها بسام وتحبه، ولكن سرعان ما يتم طردها نتيجة لنشاطها السياسي الاليكتروني، يدخل إلى السرد وكيل النيابة الذي سيحقق فيما بعد في جريمة تكاد تترجم كابوس بسام، وكيل التيابة مهزوم عاطفيًا، يعيش حياته بين الجرائم والجثث.
يتيح كابوس فرد تشريح أزمة أفراد آخرين، ثم تشريح أزمات المجتمع كله من خلال عبارات متناثرة تأتي على اصوات الشخصيات الساردة، ومعظمها تأتي على لسان يوسف المتمرد، وهو من أم لبنانية: " البلد يتجه نحو الجحيم" ، " من يسمون أنفسهم معارضة لا حدود لتصريحاتهم يقفون عندها، ولا سقف لهم يرتدون منه، يستغلون كل شيء لصالحهم، وبواسطة تجييشهم للقبائل وزجهم في الصراع السياسي، أصبحوا ملوك هذه المرحلة، طبعًا ملوكًا من الدمى والعرائس التي تحرك بالخيوط والمال" ، " المشكلة في أسرة الحكم، الصراع بينهم شديد والصدع يكبر، وقد بدأ يأخذ منحنى خطرًا، بسام يشارك في الانتقاد من وجهة نظر المعارضة: " المال يوزع يمنة ويسرة، حنفيات تصب مالها أول ولا آخر، إعلام يظهر فيه نكرات، وكلنا يعرف من يمولها ويدفع وأنت تعلم، كل مدخرات الدولة في صندوق أجيال قادمة، ولا أحد يعرف من هم الاجيال القادمة"، يوسف الذي يحلم ببيت بعيد في اوربا يقول في موضع آخر: " سيأتي يوم تهمد فيه مضخة حقل برقان، وتخمد نيران المصافي، يومها حتى البوم لن ينعب على أطلال الحديد والأسمنت، بددت عمري ظانًا أنني أكتب في وطن حقيقي يتغير بالكتابة حتى انجلى عن عيني الغطاء ليكشف أن ما ظننته دولة لم تتعد كونها مضارب قبلية كساها المال زجاج ناطحة سحاب"، ينتقد يوسف بالعبارات الصريحة " مخرجات التخلف القبلي وصراصير الجماعات الإسلامية ومزابل اليسار" ، نكتشف أن الكابوس المجتمعي أكبر من كابوس بسام، او بالأحرى فإن كابوس المجتمع هو الذي أفرز كابوس بسام، سنعرف أن أمه مصرية، وأنه كان يعاني في طفولته من التمييز، كانوا ينادونه بابن المصرية، ربما كان توجهه العنصري انعكاسًا لتميز مورس ضده.

## حكايات الرواية
جاءت رواية " لا تقصص رؤياك" في 14 وحدة سردية، أو حكاية، أول فصل، وبيان هذه الحكايات كالتالي:
1. فصل: ما قبل الكابوس.
2. فصل: الكابوس وبداياته ومحاولاتي لتأويله أو تفسيره ولقائي بأحد المشاهير في تفسير أو تأويل الأحلام.
3. فصل: الأيام التي فصلت بين لقائي به في المسجد وقبل ذهابي إلى مكتبه وماذا جرى هناك.
4. فصل: ذهابي إلى مكتبه وماذا حرى هناك.
5. فصل: صديقي يوسف وجديث عنه وعني.
6. فصل: "ن" وبعض ما يتصل بها.
7. فصل: عن الدكتور النفسي والشيخ مرة أخرى.
8. فصل: اعتذار وتوضيح مختصر عن الشأن السياسي و.."ن".
9. فصل: ذهابي إلى نقطة اللاعودة.
10. فصل: مكالمة لم يرد عليها.
11. فصل: آلووو...بيروت.
12. فصل: الغرفة 1141.
13. فصل: كوابيس بيروت.
14. فصل: الليلة الأخيرة.

## اقتباسات من الرواية[9][10]
" أليست الحياة في النهاية عبارة عن أقفال، ولربما تضيع أعمارنا في محاولات فتح القفل الخطأ ".
" لن نموت إن وجدنا مكانًا لنا في قلب حي ".
" تكبر أجسادنا وفي دواخلنا طفل يرفض أن يكبر".
" قد نجهل إنسانًا ما يعيش بقربنا فقط لأنه قريب، كلما ابتعدنا عنه صارت الرؤية أوضح" 